# Corynephoria
Genre
Corynephoria est un genre de collemboles de la famille des Bourletiellidae.

## Liste des espèces
Selon Checklist of the Collembola of the World (version du 13 août 2019) :
- Corynephoria absoloni Womersley, 1939
- Corynephoria albidorsalis Womersley, 1932
- Corynephoria cassida Womersley, 1932
- Corynephoria dubia Womersley, 1932
- Corynephoria jacobsoni Absolon, 1907
- Corynephoria quadrimaculata Womersley, 1942
- Corynephoria reticulata Salmon, 1963

## Publication originale
- Absolon, 1907 : Zwei neue Collembolen-Gattungen. Entomologische Zeitung Wien, vol. 26, p. 335-343.